# Карламан (присілок)
Карлама́н (рос. Карламан, башк. Ҡарлыман) — присілок у складі Кармаскалинського району Башкортостану, Росія. Входить до складу Кармаскалинської сільської ради.
Населення — 633 особи (2010; 628 в 2002).
Національний склад:
- башкири — 95 %